# Phrynocephalus helioscopus
Phrynocephalus helioscopus là một loài thằn lằn trong họ Agamidae. Loài này được Pallas mô tả khoa học đầu tiên năm 1771.

## Hình ảnh

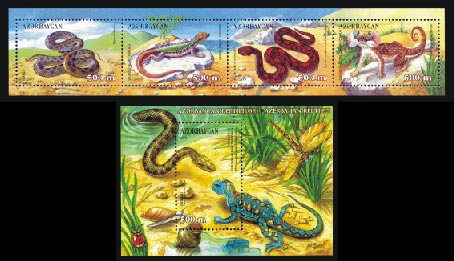